# サハラ (2017年の映画)
『サハラ』（原題: Sahara）は2017年に公開されたフランスのアニメーション映画である。監督はピエール・コヘが務めた。

## ストーリー
サハラの真ん中に。 太陽が燃えます。 ここでは適者法のみが適用されます。 ヘビのアジャールとその仲間のピットは空腹で、裕福な動物が住んでいて、砂の住人として実際にはアクセスできない近隣のオアシスで運を試します。 この肥沃な世界には、エジャー、アジャーがすぐに恋に落ちるかわいいヘビが住んでいます。 エヴァがヘビ捕手に閉じ込められると、大冒険が始まります...

## キャスト
- アジャー - オマール・シー (金野潤)
- エヴァ - ルアンヌ・エメラ (清水理沙)
- ピット - フランク・ガスタンビデ (林勇)
- ゲイリー - ヴァンサン・ラコスト (櫻井トオル)
- オマー - ブレイディ・モファット (東知良)
- ピエトラ - ナディア・ヴェルルッチ (加藤沙織)
- リタ - ソニア・ボール (日野由利加)
- ジョージ - アンドリュー・シェーバー (藤沼建人)
- ルリベル - エラナ・ダンケルマン (木村涼香)
- ルルベル - ソニア・ボール (木村涼香)
- チーフチーフ - ラムジー・ベディア (玉野井直樹)
- サージェント - アーサー・ホールデン (岩城泰司)
- カンムリワシ - マシュー・ステフィウク (増岡太郎)
- サラディン - マシュー・マッケイ (長野伸二)
- エミリー - エラナ・ダンケルマン (高宮彩織)
- モーリス - アーサー・ホールデン (山田浩貴)
- ジェラルド - リチャード・M・デュモン